# Бенталеб, Набиль
Наби́ль Бента́леб (фр. Nabil Bentaleb, араб. نبيل بن طالب‎; 24 ноября 1994, Лилль, Франция) — алжирский и французский футболист, полузащитник клуба «Лилль» и сборной Алжира.
Набиль родился во Франции, обучался в академии «Лилля», затем отправлялся на стажировку в бельгийскую команду «Мускрон», так как был признан скаутами «фиалок» слишком слабым и неподготовленным. В 2010 году Бенталеб пополнил ряды клуба «Дюнкерк», откуда был выкуплен лондонским «Тоттенхэмом».

## Клубная карьера
Набиль родился во французском городе Лилль в семье выходцев из Алжира. В детстве поступил в академию местной команды «Лилль», обучался здесь три года, после чего переехал в Бельгию. Как затем вспоминал футболист, из французской команды его буквально выкинули, заявив, что он не подходит их требованиям.
В своё время меня выкинули из «Лилля», так как посчитали, что я слишком маленький.
Пройдя годовую стажировку в академии бельгийского клуба «Мускрон», Набиль вернулся в родную Францию, где попал в «Дюнкерк». После двух лет в молодёжке этой команды, Набиль принял решение отправиться в Англию для того чтобы подписать контракт с одним из лондонских клубов. При этом он не знал наверняка, какая из команд решиться брать его. Первым претендентом на полузащитника выступила команда «Бирмингем Сити». В это же время к агенту алжирца обратились представители «Тоттенхэма», которые предложили ему привести его на просмотры на «Уайт Харт Лейн». Набиль сумел произвести должное впечатление на скаутов «шпор» и был принят в молодёжную команду. В течение сезона 2012/13 сыграл за «шпор» 14 матчей и забил 5 голов, за что удостоился первого профессионального контракта, заключенного до 2018 года..
Накануне сезона 2013/14 отправился в предсезонное турне вместе с первой командой. В этом сезоне алжирец перемещался то в основную, то в резервную команду «шпор». 22 декабря 2013 года Бенталеб впервые попал в заявку на матч Премьер-лиги против «Саутгемптона». Он дебютировал на 50-й минуте, выйдя на замену Муссе Дембеле на позиции центрального полузащитника. 4 января 2014 года футболист впервые вышел в стартовом составе «Тоттенхэма» в матче Кубка Англии против лондонского «Арсенала». Затем в игре против «Кристал Пэласа» Бенталеб был признан игроком матча. 20 февраля алжирец дебютировал в еврокубках: он вышел в стартовом составе на матч 1/16 финала Лиги Европы против украинского «Днепра». Всего отыграл в первом сезоне 15 матчей, голов не забил.
25 августа 2016 года, Бенталеб перешёл в «Шальке 04» на правах аренды до конца сезона. Боссы «горняков» были впечатлены игрой алжирского хавбека и приняли решение выкупить его контракт на постоянной основе. Сумма сделки не разглашалась. В марте 2019 года был переведён в молодёжную команду клуба по дисциплинарным причинам.
21 января 2020 года Набиль перешёл в «Ньюкасл Юнайтед» на правах аренды до конца сезона 2019/2020. Бенталеб дебютировал за «сорок» в матче против «Оксфорд Юнайтед», который закончился вничью со счётом 0:0 в четвёртом раунде Кубка Англии. По окончании сезона алжирец вернулся в расположение «Шальке».

## Международная карьера
Имел возможность выступать за сборные Франции и Алжира. В 2012 году получил приглашение в стан французской юношеской команды, с которой отыграл товарищеский поединок против сборной Германии (0:3). В январе 2014 года наставник «Тоттенхэма» Тим Шервуд предложил «заиграть» футболиста в сборной Англии, однако по правилам это было невозможно.
15 февраля Бенталеб объявил о своём решении выступать за команду исторической родины — Алжир. Главный тренер африканской сборной Вахид Халилходжич вызвал полузащитника на товарищеский матч со Словенией, и 5 марта Бенталеб дебютировал в команде, проведя на поле все 90 минут.
В июне 2014 года включён тренером Вахидом Халилходжичем в состав сборной для участия в финальном турнире Чемпионата мира 2014. На турнире принял участие в трёх матчах — играх группового турнира против Бельгии, Кореи и России. Дошёл со Сборной Алжира до 1/8 финала Чемпионата Мира.

## Клубная статистика
| Выступление              | Выступление        | Выступление      | Лига | Лига | Кубки | Кубки | Еврокубки | Еврокубки | Остальные | Остальные | Итого | Итого |
| Клуб                     | Лига               | Сезон            | Игры | Голы | Игры  | Голы  | Игры      | Голы      | Игры      | Голы      | Игры  | Голы  |
| ------------------------ | ------------------ | ---------------- | ---- | ---- | ----- | ----- | --------- | --------- | --------- | --------- | ----- | ----- |
| Тоттенхэм Хотспур        | Премьер-лига       | 2013/14          | 15   | 0    | 1     | 0     | 4         | 0         | 0         | 0         | 20    | 0     |
| Тоттенхэм Хотспур        | Премьер-лига       | 2014/15          | 26   | 0    | 3     | 1     | 6         | 0         | 0         | 0         | 35    | 1     |
| Тоттенхэм Хотспур        | Премьер-лига       | 2015/16          | 5    | 0    | 4     | 0     | 2         | 0         | 0         | 0         | 11    | 0     |
| Тоттенхэм Хотспур        | Итого              | Итого            | 46   | 0    | 8     | 1     | 12        | 0         | 0         | 0         | 66    | 1     |
| Шальке 04                | Чемпионат Германии | 2016/17          | 32   | 5    | 3     | 0     | 9         | 2         | 0         | 0         | 44    | 7     |
| Шальке 04                | Чемпионат Германии | 2017/18          | 16   | 4    | 3     | 0     | —         | —         | 0         | 0         | 19    | 4     |
| Шальке 04                | Чемпионат Германии | 2018/19          | 25   | 3    | 3     | 2     | 6         | 3         | 0         | 0         | 34    | 8     |
| Шальке 04                | Чемпионат Германии | 2019/20          | 0    | 0    | 0     | 0     | —         | —         | 0         | 0         | 0     | 0     |
| Шальке 04                | Чемпионат Германии | 2020/21          | 9    | 0    | 1     | 0     | —         | —         | 0         | 0         | 10    | 0     |
| Шальке 04                | Итого              | Итого            | 82   | 12   | 10    | 2     | 15        | 5         | 0         | 0         | 107   | 19    |
| Ньюкасл Юнайтед (аренда) | Премьер-лига       | 2019/20          | 12   | 0    | 3     | 0     | —         | —         | 0         | 0         | 15    | 0     |
| Ньюкасл Юнайтед (аренда) | Итого              | Итого            | 12   | 0    | 3     | 0     | 0         | 0         | 0         | 0         | 15    | 0     |
| Всего за карьеру         | Всего за карьеру   | Всего за карьеру | 140  | 12   | 21    | 3     | 27        | 5         | 0         | 0         | 188   | 20    |